# Gerhard Domagk
Gerhard Domagk (Lagow, 30 ottobre 1895 – Königsfeld im Schwarzwald, 24 aprile 1964) è stato un medico e biochimico tedesco, fondatore della chemioterapia antibatterica mediante sulfamidici. Fu direttore del Laboratorio di Patologia sperimentale della I.G. Farbenindustrie, grande industria di coloranti situata nei pressi di Berlino.

## Biografia
Nel 1932, continuando le ricerche avviate da Paul Ehrlich, scoprì che un colorante, il prontosil rosso (o sulfocrisoidina) era dotato di proprietà antibatteriche, ossia in grado di distruggere microbi infettivi, gli streptococchi.
Domagk divulgò questi risultati tre anni dopo, quando ebbe la certezza delle sue osservazioni. Successivamente, fu precisato da Federico Nitti ed i suoi collaboratori nel laboratorio di Ernest Fourneau all'Istituto Pasteur, che l'azione antibiotica proveniva dal sulfanilamide contenuta nel prontosil. La via era aperta per la produzione di sulfamidici in grado di combattere e guarire una estesa varietà di infezioni. Una delle prime pazienti salvate dal nuovo farmaco fu proprio la figlia bambina di Domagk che s'era infettata accidentalmente con un ago.
Come riconoscimento della sua scoperta che rivoluzionò il campo della terapia, nel 1939 Domagk ottenne il premio Nobel per la Medicina e la fisiologia, ma il governo nazista gli proibì di accettarlo perché ideologicamente avverso al regime; lo ricevette nel 1947.
Domagk si era laureato in medicina a Kiel nel 1921. Per qualche anno fu patologo alle Università di Greifswald e di Münster.
Dal 1928 lavorò come direttore dell'Istituto di ricerche sperimentali in patologia e batteriologia di Elberfeld dove eseguì ricerche sul cancro e sull'azione antibatterica del protosil.
Nel corso della guerra e nel dopoguerra continuò a compiere studi ed esperimenti nel campo della chemioterapia, interessandosi particolarmente della terapia antitubercolare.